# Meurville
Meurville és un municipi francès situat al departament de l'Aube i a la regió del Gran Est. L'any 2007 tenia 180 habitants.

## Demografia

### Població
El 2007 la població de fet de Meurville era de 180 persones. Hi havia 80 famílies de les quals 28 eren unipersonals (8 homes vivint sols i 20 dones vivint soles), 24 parelles sense fills, 20 parelles amb fills i 8 famílies monoparentals amb fills.
La població ha evolucionat segons el següent gràfic:
Habitants censats

### Habitatges
El 2007 hi havia 106 habitatges, 79 eren l'habitatge principal de la família, 9 eren segones residències i 18 estaven desocupats. Tots els 105 habitatges eren cases. Dels 79 habitatges principals, 73 estaven ocupats pels seus propietaris, 4 estaven llogats i ocupats pels llogaters i 2 estaven cedits a títol gratuït; 3 tenien dues cambres, 10 en tenien tres, 17 en tenien quatre i 49 en tenien cinc o més. 70 habitatges disposaven pel capbaix d'una plaça de pàrquing. A 34 habitatges hi havia un automòbil i a 37 n'hi havia dos o més.

### Piràmide de població
La piràmide de població per edats i sexe el 2009 era:
| Homes | Edats   | Dones |
| ----- | ------- | ----- |
| 0     | 95 o +  | 0     |
| 0     | 90 a 94 | 0     |
| 4     | 85 a 89 | 4     |
| 0     | 80 a 84 | 4     |
| 4     | 75 a 79 | 4     |
| 8     | 70 a 74 | 4     |
| 4     | 65 a 69 | 0     |
| 0     | 60 a 64 | 4     |
| 4     | 55 a 59 | 0     |
| 12    | 50 a 54 | 8     |
| 8     | 45 a 49 | 8     |
| 12    | 40 a 44 | 8     |
| 4     | 35 a 39 | 8     |
| 8     | 30 a 34 | 8     |
| 4     | 25 a 29 | 4     |
| 0     | 20 a 24 | 4     |
| 4     | 15 a 19 | 0     |
| 12    | 10 a 14 | 8     |
| 12    | 5 a 9   | 0     |
| 4     | 0 a 4   | 4     |

## Economia
El 2007 la població en edat de treballar era de 110 persones, 88 eren actives i 22 eren inactives. De les 88 persones actives 83 estaven ocupades (42 homes i 41 dones) i 5 estaven aturades (3 homes i 2 dones). De les 22 persones inactives 14 estaven jubilades, 4 estaven estudiant i 4 estaven classificades com a «altres inactius».

### Ingressos
El 2009 a Meurville hi havia 77 unitats fiscals que integraven 177 persones, la mediana anual d'ingressos fiscals per persona era de 32.659 €.

### Activitats econòmiques
Els 4 establiments que hi havia el 2007 eren d'empreses alimentàries.
L'any 2000 a Meurville hi havia 62 explotacions agrícoles que ocupaven un total de 656 hectàrees.

## Equipaments sanitaris i escolars
El 2009 hi havia una escola elemental.

## Poblacions més properes
El següent diagrama mostra les poblacions més properes.